# Hermann Brockhaus
Hermann Brockhaus (Amsterdam, 1806 – Lipsia, 1877) è stato un orientalista tedesco.

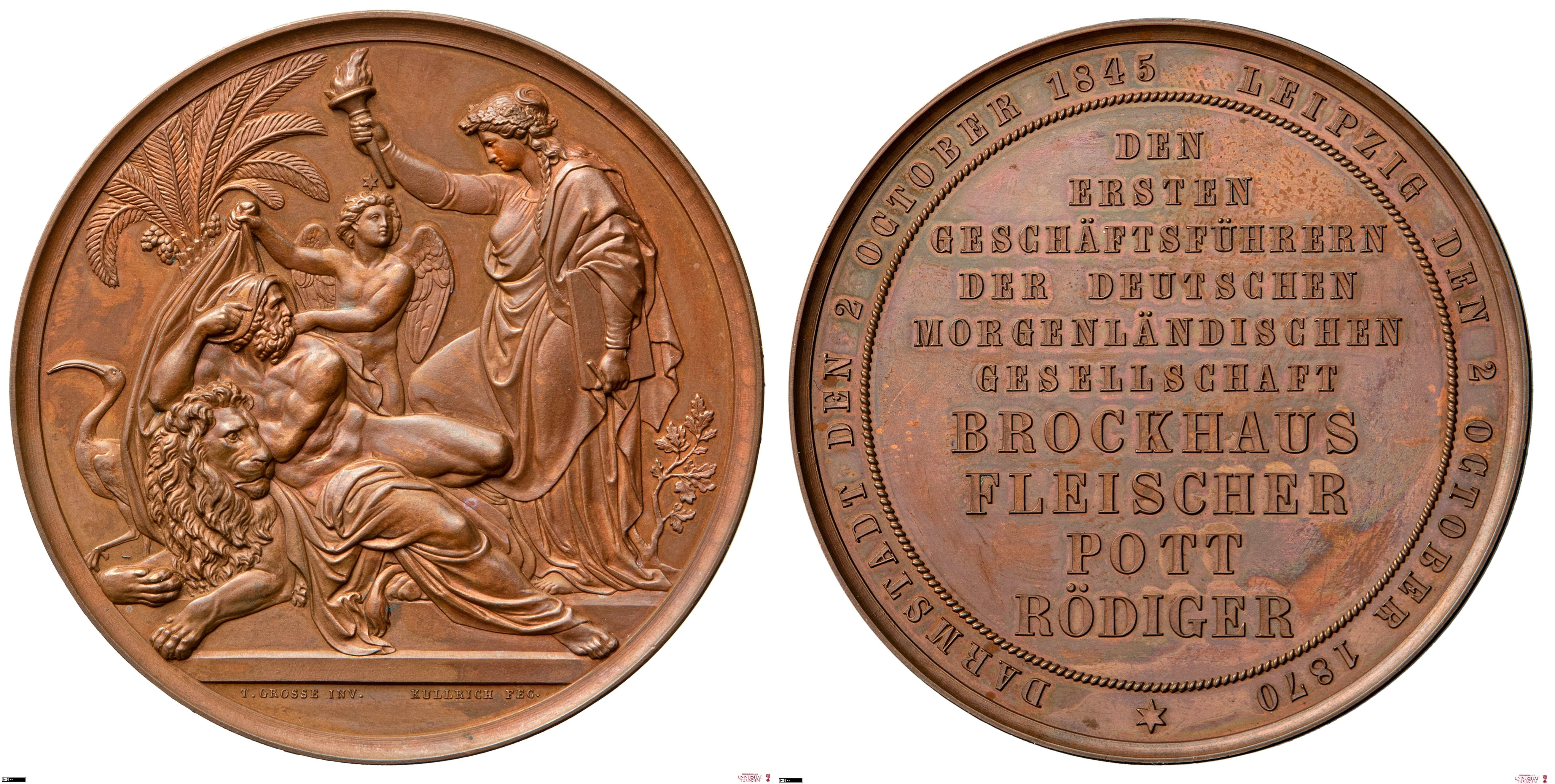
Medaglia commemorativa di Brockhaus, Fleischer, Pott e Rödiger (1870)

Fu autore delle editio princeps e della raccolta L'oceano delle fiumane delle novelle (1866).
Nel 1870 gli fu dedicata una medaglia (unitamente a Heinrich Leberecht Fleischer, August Friedrich Pott ed Emil Rödiger) in occasione del 25º anniversario della fondazione della Deutsche Morgenländische Gesellschaft.